# Корњик
Корњик (пољ. Kórnik) град је у Пољској у Војводству великопољском. По подацима из 2012. године број становника у месту је био 7351.

## Становништво
| 2012. |
| ----- |
| 7.351 |

## Партнерски градови
- Кенигштајн на Таунусу